# بایبورو (کارولینای شمالی)
بایبورو (به انگلیسی: Bayboro) شهری در ایالت کارولینای شمالی کشور ایالات متحده آمریکا است که جمعیت آن در سرشماری سال ۲۰۱۰ میلادی، ۱٬۲۶۳ نفر بوده‌است.